# تابش غیریونساز

انواع تابش الکترومغناطیسی

تابش غیریونساز (به انگلیسی: Non-ionizing radiation) امواج الکترومغناطیسی با طیف ۴۰۰ نانومتر تا بالاتر از ۱ متر هستند که توان یونیزه کردن اتمها را ندارند.
امواج الکترو مغناطیس یک رده از امواج هستند که دارای مشخصات زیرند:
طیف امواج الکترومغناطیسی و گستره طول موج این امواج: امواج رادیویی --- محدوده طول موج: بزرگتر از ۱ متر AM FM TV
میکروموج‌ها --- محدوده طول موج: ۱ میلیمتر تا ۱ متر
فروسرخ ---- محدوده طول موج: ۰٫۷ میکرومتر تا ۱ میلیمتر مرئی --- محدوده طول موج: ۴۰۰ تا ۷۰۰ نانومتر فرابنفش --- محدوده طول موج: ۱ نانومتر تا ۴۰۰ نانومتر پرتو ایکس --- محدوده طول موج: ۰٫۰۱ تا ۱۰ نانومتر پرتو گاما--- محدوده طول موج: کوچکتر از ۱۰ پیکومتر. ۱-تمامی امواج مغناطیسی دارای ماهیت و سرعت یکسانند ولی طول موج و فرکانس آنها متفاوت است.